# Чешир (Массачусетс)
Чешир (англ. Cheshire) — місто (англ. town) в США, в окрузі Беркшир штату Массачусетс. Населення — 3258 осіб (2020).

## Демографія
Згідно з переписом 2010 року, у місті мешкало 3235 осіб у 1403 домогосподарствах у складі 929 родин. Було 1529 помешкань
Расовий склад населення:
| - 97,9 % — білих - 0,5 % — чорних або афроамериканців - 0,4 % — азіатів - 0,2 % — корінних американців |

До двох чи більше рас належало 0,9 %. Частка іспаномовних становила 1,1 % від усіх жителів.
За віковим діапазоном населення розподілялося таким чином: 18,9 % — особи молодші 18 років, 64,7 % — особи у віці 18—64 років, 16,4 % — особи у віці 65 років та старші. Медіана віку мешканця становила 45,9 року. На 100 осіб жіночої статі у місті припадало 102,3 чоловіків;  на 100 жінок у віці від 18 років та старших — 100,7 чоловіків також старших 18 років.
Середній дохід на одне домашнє господарство  становив 75 573 долари США (медіана — 61 512), а середній дохід на одну сім'ю — 87 202 долари (медіана — 74 643). Медіана доходів становила 56 786 доларів для чоловіків та 43 375 доларів для жінок. За межею бідності перебувало 4,0 % осіб, у тому числі 0,0 % дітей у віці до 18 років та 4,9 % осіб у віці 65 років та старших.
Цивільне працевлаштоване населення становило 1568 осіб. Основні галузі зайнятості: освіта, охорона здоров'я та соціальна допомога — 32,3 %, роздрібна торгівля — 14,4 %, мистецтво, розваги та відпочинок — 11,3 %, виробництво — 8,8 %.